# Scott Robertson (tuffatore)
Scott Robertson (Sale, 24 giugno 1987) è un tuffatore australiano.
Ha partecipato alle Olimpiadi di Pechino 2008, classificandosi 8º insieme al compagno di squadra Robert Newbery nel trampolino 3 m maschile sincronizzato con 393,80 punti complessivi. È inoltre arrivato terzo sempre insieme a Newbery nella coppa del mondo della FINA, tenuta nella capitale cinese nel 2008.

## Palmarès
- Giochi del Commonwealth

Delhi 2010: bronzo nel trampolino 1 m.